# 바이에른 관구

16세기 시작 무렵의 바이에른 관구.

바이에른 관구(Bayerischer Reichskreis)는 신성 로마 제국의 제국 관구이다.
바이에른 관구에서 단연코 가장 핵심적임 국가는 오버팔츠 현의 바이에른 공국(1623년 신성 로마 제국 황제 페르디난트 2세가 선제후로 승격시켜줌)이었다. 잘츠부르크 영주 대주교국, 프라이징, 파사우, 레겐스부르크 주교후국에다가 레겐스부르크 제국 자유 도시 같은 다른 제국의 영지들은 1663년부터 제국 의회의 자리에서 중간적 중요도를 가졌다.

## 구성
바이에른 관구는 다음의 국가들로 이뤄져 있었다:
| 명칭               | 정부 유형         | 참고 |
| ------------------ | ----------------- | --- |
| 바이에른           | 공국              | 907년에 세워져, 1180년부터 비텔스바흐 가가 지배했으며, 1506년에 바이에른뮌헨 공국과 바이에른란츠후트 공국을 재통합시켜내고, 1628년에 팔츠 선제후국에게서 선제후 권리와 함께 오버팔츠 현을 합병시켜냈으며, 1777년에 팔츠 선제후국을 완전하게 상속받음. |
| 베르히테스가덴     | 사제장후국        | 1111년에 세워졌으며, 1156년에 신성 로마 제국 황제 프리드리히 1세에게서 제국 자유령을 부여받음. |
| 브라이테네그       | 영주령            | 1624년 바이에른의 선제후 막시밀리안 1세에 의해 요한 체르클라에스 폰 틸리 백작에게 양도되었으며,1654년부터 제국 백국이 되었다가 1792년 바이에른에 매각됨.                                                                                              |
| 에렌펠스           | 영주령            | 베라츠하우젠 주변 지역이 1465년에 신성 로마 제국 황제 프리드리히 3세에게서 제국 자유령을 부여받았고, 1567년에 팔츠노이부르크를 획득함. |
| 프라이징           | 주교후국          | 724년에 성인 코르비니아노가 교구를 세웠으며, 1294년부터 주교후국이 되었다. |
| 하크               | 백국              | 1245년에 신성 로마 제국 황제 프리드리히 2세에게서 제국 자유령을 부여받았고, 1509년부터 제국백이 되었으며, 1567년부터 바이에른 공작이 소유함. |
| 호엔발데크         | 영주령            | 옛 프라이징 지역이며, 1476년 신성 로마 제국 황제 프리드리히 3세에게 제국 자유령을 부여받았고, 1637년부터 백국이 되었고, 1734년부터 바이에른에 속했다.                                                                                                 |
| 뢰슈텐베르크       | 방백국            | 1146년에 세워졌으며,1433년에 공국이 되었고, 1646년에 비스텔스바흐 가가 상속받아, 1712년에 바이에른에 속하게 됐다. |
| 니더뮌스터         | 대수도원장후국    | 788년에 세워졌으며, 1002년 신성 로마 제국 황제 하인리히 2세에게 제국 자유령을 부여받았다. |
| 오버뮌스터         | 영주 대수도원장국 | 876년 이전에 세워졌으며, 1315년 신성 로마 제국 황제 루트비히 4세에게 제국 자유령을 부여받았다. |
| 오르텐부르크       | 백국              | 1120년에 세워졌으며, 1479년 신성 로마 제국 황제 프리드리히 3세에게 제국 자유령을 부여받았다. |
| 팔츠노이부르크     | 공국              | 란츠후트 계승 전쟁 이후인 1505년 비텔스바흐 가문의 영토가 되었고, 1685년에 팔츠가 상속했다가, 1742년에 단절되어 팔츠줄츠바흐가 상속함. |
| 팔츠줄츠바흐       | 공국              | 1656년에 팔츠노이부르크에서 분리되어, 1742년 팔츠노이부르크의 후계자와 팔츠 선제후 둘다 1777년에 바이에른과 통일됨. |
| 파사우             | 주교후국          | 739년 성인 보니파시오에 의해 세워져, 999년 신성 로마 제국 황제 오토 3세에게 제국 자유령을 부여받았다. |
| 레겐스부르크       | 주교후국          | 39년 성인 보니파시오에 의해 세워져, 13세기 제국 자유령을 부여받음. |
| 레겐스부르크       | 제국도시          | 1245년에 세워짐. |
| 잘츠부르크         | 대주교후국        | 696년 성인 잘츠부르크의 루페르트에 의해 교구가 세워져, 798년부터 대교구가 되었고, 1213년부터 대주교후국이 되었다. |
| 성 에메람 수도원   | 대수도원장후국    | 739년에 세워져, 975년까지 레겐스부르크 주교가 소유했었으며, 1295년 아돌프 폰 나사우에게 제국 자유령을 부여받았다. |
| 슈퇴른슈타인       | 후백국            | 보헤미아 왕실지의 영지이며, 백국으로 성장했고 1562년 신성 로마 제국 황제 페르디난트 1세가 로프로비크츠 가문에게 수여함. |
| 줄츠뷔르그퓌르바움 | 영주령            | 볼프스타인(Wolfstein) 가문이 소유했으며, 1353년에 제국 자유령을 수여받고, 1673년에 백국이 되었으며, 1740년에 바이에른의 소유가 되었다. |